# Johann Georg Zimmer

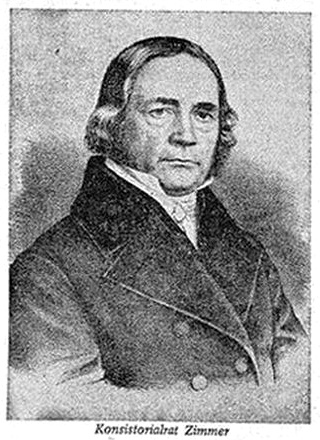
Konsistorialrat Johann Georg Zimmer, Lithografie von Georg Engelbach

Johann Georg Zimmer (* 11. November 1777 auf der Untermühle bei Bad Homburg vor der Höhe; † 6. Februar 1853 in Frankfurt am Main) war ein hessischer Pfarrer, Verleger und Abgeordneter der 2. Kammer der Landstände des Großherzogtums Hessen.

## Leben und Wirken
Johann Georg Zimmer war der Sohn des Mühlenbesitzers Johann Conrad Zimmer (1739–1817) und dessen Ehefrau Anna Katharina, geborene Huss (1742–1825). Zimmer, der evangelischen Glaubens war, heiratete am 19. Juli 1807 in Rohrbach bei Heidelberg Marie Charlotte geborene Bender, die Tochter des Rohrbacher Pfarrers Karl Friedrich Julius Bender.
Zimmer ging ab 1791 bei den Buchhändlern Johann Ludwig Zessler in Frankfurt am Main, Johann Christian Dieterich in Göttingen und bei Friedrich Christoph Perthes in Hamburg in die Lehre. 1805 gründete er in Heidelberg gemeinsam mit Jakob Christian Benjamin Mohr die Akademische Buchhandlung Mohr & Zimmer mit Verlag und Sortiment. Er verlegte vor allem Vertreter der Heidelberger Romantik wie Friedrich Creuzer und Carl Daub. Auch die erste Auflage von Des Knaben Wunderhorn wurde bei ihm verlegt.
1811 begann er berufsbegleitend ein Studium der Evangelischen Theologie an der Ruprecht-Karls-Universität Heidelberg, das er 1814 abschloss. Nach seiner Ordination wurde er 1815 Pfarrer in Schriesheim. Von dort wurde er 1816 in die lutherische Gemeinde Worms berufen. 1823 wechselte er als Stiftsdechant nach Lich und 1827 in das Pfarramt der Deutsch-reformierten Gemeinde in Frankfurt am Main. Hier amtierte er auch als Konsistorialrat.
Von 1826 bis 1827 gehörte er der Zweiten Kammer der Landstände an. Er wurde für den Wahlbezirk der Stadt Worms gewählt.

## Werke
- Predigten (1820). Digitalisat